# فرانچسکو کوئینتینی
فرانچسکو کوئینتینی (انگلیسی: Francesco Quintini؛ زادهٔ ۲۷ مهٔ ۱۹۵۲) بازیکن فوتبال اهل ایتالیا است.
از باشگاه‌هایی که در آن بازی کرده‌است می‌توان به باشگاه فوتبال آ.اس. رم اشاره کرد.